# Chiara Costazza
Chiara Costazza (* 6. Mai 1984 in Cavalese) ist eine ehemalige italienische Skirennläuferin. Sie war auf die Disziplinen Slalom und Riesenslalom spezialisiert (wobei sie ab 2009 ausschließlich Slaloms bestritt). Sie gewann ein Weltcuprennen und fuhr 33 Mal unter die besten zehn.

## Biografie
Im Dezember 1999 bestritt Costazza erstmals FIS-Rennen, den ersten Sieg auf dieser Stufe feierte sie bereits im Februar 2000. Ab demselben Monat folgten Einsätze im Europacup. Ein Jahr später wurde sie italienische Slalom-Juniorenmeisterin. Ihr Debüt im Weltcup hatte sie am 23. Dezember 2002 im Slalom auf der Lenzerheide, wo sie auf Platz 43 fuhr. Verletzungsbedingt konnte sie in der Saison 2003/04 kein einziges Rennen fahren. Seit der Saison 2004/05 nimmt sie regelmäßig an Weltcuprennen teil, die ersten Weltcuppunkte holte sie am 29. Dezember 2005 als 15. des Slaloms in Semmering. Mit drei Top-10-Ergebnissen in der Saison 2005/06 qualifizierte sie sich für die Olympischen Winterspiele 2006; das olympische Slalomrennen in Sestriere beendete sie auf dem achten Platz.
Mit einem fünften und einen vierten Platz in der Saison 2006/07 näherte sich Costazza allmählich der Weltspitze in der Disziplin Slalom. Sie hatte aber auch zahlreiche Ausfälle zu verzeichnen. So gelang es ihr trotz zahlreicher Versuche nie, in einem Riesenslalom oder in einer Kombination zu punkten. Am 10. November 2007 gelang ihr mit Platz 3 im Slalom auf der Reiteralm die erste Weltcup-Podestplatzierung. Sechs Wochen später gewann sie am 29. Dezember 2007 in Lienz mit zwei Laufbestzeiten den Slalom von Lienz, vor Nicole Hosp und Tanja Poutiainen. Es war dies der erste italienische Slalomsieg seit Lara Magoni im März 1997 und auch der einzige Weltcupsieg ihrer Karriere. Im weiteren Verlauf der Saison 2007/08 kamen vier Top-10-Platzierungen hinzu, was für den siebten Platz in der Disziplinenwertung reichte.
Am 29. November 2008 stürzte Costazza im ersten Lauf des Riesenslaloms in Aspen und zog sich dabei im linken Fuß einen Riss der Achillessehne zu. In der Saison 2008/09 konnte sie daher keine weiteren Rennen fahren. Seit ihrer Verletzungspause startet sie im Weltcup nur noch im Slalom. In der ersten Hälfte der Saison 2009/10 waren die Ergebnisse nicht zufriedenstellend, dennoch qualifizierte sie sich für die Olympischen Winterspiele 2010 in Vancouver; dort fiel sie im zweiten Durchgang aus. In den drei folgenden Wintern fuhr sie nur sporadisch in die Punkteränge, da sie weiterhin oft ausfiel. Im März 2011 wurde sie italienische Slalom-Meisterin.
Nach längerer Durststrecke schaffte Costazza in der Saison 2013/14 wieder mehrere Top-10-Platzierungen. Bei den Olympischen Winterspielen 2014 in Sotschi schied sie im zweiten Lauf aus. Zwei weitere Male fuhr unter die besten zehn fuhr sie in der Saison 2014/15, hinzu kam ein Sieg in einem Europacupslalom. Hingegen kam sie im Weltcup 2015/16 nicht über einen elften Platz hinaus. Deutlich steigern konnte sich Costazza im Winter 2016/17: Sie fuhr fünfmal unter die besten zehn; darunter waren zwei fünfte Plätze beim City Event in Stockholm und beim Slalom von Squaw Valley. Weitere vier Top-10-Platzierungen gelangen ihr in der Saison 2017/18, wobei der sechste Platz in Flachau ihr bestes Ergebnis war. Bei den Olympischen Winterspielen 2018 in Pyeongchang wurde sie Fünfte im Mannschaftswettbewerb und Neunte im Slalom. Im Weltcupwinter 2018/19 schaffte Costazza nochmals zwei Top-10-Platzierungen. Zehn Tage nachdem sie ihren bevorstehenden Rücktritt bekanntgegeben hatte, bestritt sie am 16. März 2019 in Soldeu ihr letztes Weltcuprennen.

## Erfolge

### Olympische Spiele
- Turin 2006: 8. Slalom
- Pyeongchang 2018: 5. Mannschaftswettbewerb, 9. Slalom

### Weltmeisterschaften
- Schladming 2013: 14. Slalom
- Beaver Creek 2015: 16. Slalom
- Åre 2019: 20. Slalom

### Weltcup
- 2 Podestplätze in Einzelrennen, davon 1 Sieg:

| Datum             | Ort   | Land       | Disziplin |
| ----------------- | ----- | ---------- | --------- |
| 29. Dezember 2007 | Lienz | Österreich | Slalom    |

- 1 Podestplatz bei Mannschaftswettbewerben

### Weltcupwertungen
| Saison  | Gesamt | Gesamt | Slalom | Slalom |
| Saison  | Platz  | Punkte | Platz  | Punkte |
| ------- | ------ | ------ | ------ | ------ |
| 2004/05 | 90.    | 16     | 40.    | 16     |
| 2005/06 | 37.    | 191    | 12.    | 191    |
| 2006/07 | 50.    | 148    | 13.    | 148    |
| 2007/08 | 27.    | 310    | 7.     | 310    |
| 2008/09 | 108.   | 14     | 48.    | 14     |
| 2009/10 | 66.    | 81     | 22.    | 81     |
| 2010/11 | 114.   | 10     | 51.    | 10     |
| 2011/12 | 95.    | 22     | 39.    | 22     |
| 2012/13 | 69.    | 74     | 28.    | 74     |
| 2013/14 | 50.    | 130    | 17.    | 130    |
| 2014/15 | 43.    | 152    | 15.    | 152    |
| 2015/16 | 68.    | 82     | 24.    | 82     |
| 2016/17 | 40.    | 206    | 9.     | 206    |
| 2017/18 | 52.    | 157    | 19.    | 157    |
| 2018/19 | 47.    | 143    | 15.    | 143    |

### Europacup
- 5 Podestplätze, davon 1 Sieg:

| Datum            | Ort         | Land        | Disziplin |
| ---------------- | ----------- | ----------- | --------- |
| 19. Februar 2015 | Bad Wiessee | Deutschland | Slalom    |

### Weitere Erfolge
- 1 Podestplatz im Nor-Am Cup
- 1 Sieg im South American Cup
- 1 italienischer Meistertitel (Slalom 2011)
- 1 italienischer Juniorenmeistertitel (Slalom 2001)
- 24 Siege in FIS-Rennen